# George Richmond
George Richmond ist ein britischer Kameramann, der für seine Arbeit im Hollywood-Kino bekannt ist.

## Leben
Er begann seine Karriere in der frühen 1990er Jahren als Kameraassistent. Sein Spielfilmdebüt war Herkules und die Sandlot-Kids im Jahr 1993. Anschließend arbeitete er als zweiter Kameraassistent und einfacher Kameramann an mehr als drei Dutzend Filmen, bevor er schließlich als Chefkameramann bei The Hide aus dem Jahr 2008 debütierte. Zu seinen folgenden Arbeiten gehören Ghost Machine und die Agentenkomödien Kingsman: The Secret Service und Kingsman: The Golden Circle, beide unter der Regie von Matthew Vaughn.
Er ist der Sohn von Anthony B. Richmond, der ebenfalls als Kameramann aktiv war. Auch seine Brüder Jonathan („Chunky“) und Gaston Richmond arbeiten hinter der Kamera.

## Filmografie (Auswahl)
- 2009: Ghost Machine
- 2011: A Thousand Kisses Deep
- 2011: Wild Bill
- 2012: Blood – You Can’t Bury The Truth
- 2013: Make My Heart Fly – Verliebt in Edinburgh (Sunshine on Leith)
- 2013: Der große Eisenbahnraub 1963 (The Great Train Robbery)
- 2014: Kingsman: The Secret Service
- 2016: Eddie the Eagle – Alles ist möglich (Eddie the Eagle)
- 2017: Unlocked
- 2017: Kingsman: The Golden Circle
- 2018: Tomb Raider
- 2019: Rocketman
- 2021: Free Guy
- 2022: Phantastische Tierwesen: Dumbledores Geheimnisse (Fantastic Beasts: The Secrets of Dumbledore)
- 2023: Pain Hustlers
- 2024: Argylle
- 2024: Deadpool & Wolverine